# Calliandra colletioides
Calliandra colletioides är en ärtväxtart. Calliandra colletioides ingår i släktet Calliandra och familjen ärtväxter.

## Underarter
Arten delas in i följande underarter:
- C. c. colletioides
- C. c. gonavensis